# NGC 2820

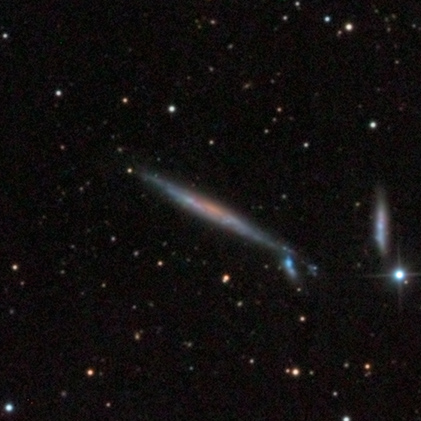
Галактика NGC2820 - астрофото любителя астрономии.
Справа-снизу от центральной галактики - IC 2458.
Справа, вертикально - галактика NGC 2814.

NGC 2820 (другие обозначения — UGC 4961, MCG 11-12-6, ZWG 312.5, MK 108, FGC 877, IRAS09177+6428, PGC 26498) — галактика в созвездии Большая Медведица.
Этот объект входит в число перечисленных в оригинальной редакции «Нового общего каталога».
Галактика NGC 2820 входит в состав группы галактик NGC 2805. Помимо NGC 2820 в группу также входят NGC 2805, NGC 2814, NGC 2880, IC 2458 и UGCA 442.
В цветах U, B и V структура галактики практически идентична. На прямых фотографиях NGC 2820 наблюдаются два уплотнения, самое яркое из которых получило обозначение Mrk 108. Это объект, где содержится ионизированный газ, в котором наблюдается дефицит тяжёлых элементов.